# Schelde
Schelde (francuski Escaut, nizozemski Schelde) je rijeka u zapadnoj Europi. Izvire u francuskoj Pikardiji i teče kroz sjeverozapad Belgije (Gent, Antwerpen) i Nizozemske, do ušća u Sjeverno more.
Prvotno je rijeka nakon Antwerpena bila podijeljena na zapadni i istočni rukavac; u 19. stoljeću povezana je nasipom[kako se rijeka povezuje nasipom] koji je spojio Južni Beveland sa Sjevernim Brabantom.

## Pritoke i porječje
- Schijn (Antwerp)
- Rupel (Rupelmonde)
  - Nete (Rumst)
    - Kleine Nete (Lier)
      - Aa (Grobbendonk)
      - Wamp (Kasterlee)

    - Grote Nete (Lier)
      - Wimp (Herenthout)
      - Molse Nete (Geel)
      - Laak (Westerlo)

  - Dijle (Rumst)
    - Senne (Mechelen)
      - Maalbeek (Grimbergen)
      - Woluwe (Vilvoorde)
      - Maalbeek (Schaerbeek)
      - Molenbeek (Bruxelles-Laeken)
      - Neerpedebeek (Anderlecht-Neerpede)
      - Zuun (Sint-Pieters-Leeuw-Zuun)
      - Geleytsbeek (Drogenbos)
      - Linkebeek (Drogenbos)
      - Molenbeek (Lot)
      - Senette (Tubize)
        - Hain (Tubize)
        - Samme (Braine-le-Comte-Ronquières)
          - Thines (Nivelles)

    - Vrouwvliet (Mechelen) [further upstream named Grote Beek, Meerloop, Raambeek, Zwartwaterbeek, Boeimeer]
    - Demer (Rotselaar)
      - Velp (Halen)
      - Gete (Halen)
        - Herk (Halen)
          - Melsterbeek (Herk-de-Stad)

        - Grote Gete (Zoutleeuw)
        - Kleine Gete (Zoutleeuw)

    - Voer (Leuven)
    - IJse (Huldenberg-Neerijse)
    - Nethen (Grez-Doiceau-Nethen)
    - Laan (Huldenberg-Terlanen-Sint-Agatha-Rode)
      - Zilverbeek (Rixensart-Genval)

    - Thyle (Ottignies-Louvain-la-Neuve)
- Durme (Temse)
- Molenbeek (Wichelen)
- Dender (Dendermonde)
  - Mark (Lessines-Twee-Akren)
  - Ruisseau d'Ancre (Lessines)
  - Zulle (Ath)
  - Eastern Dender (Ath)
  - Western Dender (Ath)
  - Molenbeek-Ter Erpenbeek (Hofstade)
- Lys/Leie (Gent)
  - Mandel (Wielsbeke)
  - Heulebeek (Kuurne)
  - Gaverbeek (Kortrijk)
  - Douve (Comines-Warneton)
  - Deûle/Deule ili Feule (Deûlémont)
    - Marque (Wasquehal)
    - Souchez (Lens)
      - Carency (Souchez)
      - Saint-Nazaire (Souchez)

  - Laquette (Aire-sur-la-Lys)
  - Lawe (De Gorge-Stegers)
    - Brette, (Biette), Blanche, ruisseau de Caucourt, fossé d'Avesnes (Loisne)

  - Clarence (Meregem)
    - Nave, Grand Nocq

  - Becque de Steenwerk (..)
- Zwalm (Zwalm)
- Rone (Kluisbergen)
  - Rhosne (Ronse)
- Scarpe (Mortagne-du-Nord)[2]
  - Crinchon (..)
  - Ugy (..)
- Haine (Condé-sur-l'Escaut)
  - Trouille (Mons-Jeumont)
  - Hogneau of Honneau (Condé-sur-l'Escaut)
    - Honelle (Quiévrain)
      - Aunelle (..)
      - Grande Honelle (..)
      - Petite Honelle (..)
- Rhonelle (Valenciennes)
- Écaillon (Thiant)[2]
- Selle (Denain)[2]
- Torrent d'Esnes
- Sensée (Bouchain)[2]
  - Hirondelle (..)
- Erclin (Iwuy)
- Eauette (Marcoing)

## Vanjske poveznice
- Water basin of the Scheldt  Arhivirana inačica izvorne stranice od 20. prosinca 2012. (Wayback Machine)
- www.scheldenet.nl
- ScheldeMonitor; Research studies and monitoring activities
- Deltaworks; Flood protection works in Scheldt Delta
- International Scheldt Commission
- Scaldit - Interreg IV B NWE project for a safer and cleaner Scheldt River Basin District (FR - BE (Walloon Region - Brussels Cap. Region - Flemish Region) - NL)
- Bibliography on Water Resources and International Law Peace Palace Library